# Сульфид дититана
Сульфи́д дитита́на — бинарное неорганическое соединение
титана и серы
с формулой Ti2S,
кристаллы.

## Получение
- Нагревание стехиометрической смеси чистых веществ:

{\displaystyle {\mathsf {2Ti+S\ {\xrightarrow {1410^{o}C}}\ Ti_{2}S}}}

## Физические свойства
Сульфид дититана образует кристаллы
ромбической сингонии, пространственная группа P nnm, параметры ячейки a = 1,135 нм, b = 1,406 нм, c = 0,332 нм, Z = 12
.
Соединение образуется по перитектической реакции при температуре 1410 °C.